# 高橋淳美
高橋 淳美（たかはし あつみ、1963年5月25日 - ）は、岡山県出身の競艇選手。

## 来歴
岡山県立津山高等学校を経て大阪成蹊短期大学で英文学を専攻し詩人のジョン・キーツやサマセット・モームを学び、OLを2年する。結果をすぐに出せる仕事がしたかった時にアマチュアボートをしている友達からボートレーサーの募集を知らされ出願したところ、合格。合格の報告を聞いた父は危険な職業につくことに猛反対した。同期で入った女性は20人いたが、1年間の研修はハードであり卒業したのは5人だった。

1987年5月14日に地元住之江競艇場にてデビュー。そして2014年、唐津競艇場にて行われた第15回競艇名人戦において、名人戦参加3年目にして初優出、2着に入っている。

## エピソード
- 愛称は『あっちゃん』。
- 同期には「花の60期」と呼ばれるほどの逸材が揃っており、上瀧和則・烏野賢太・濱村芳宏・藤丸光一・倉谷和信・川崎智幸・小野信樹らSGやGI戦線で活躍する選手が多数いる。
- お笑い芸人の中川貴志（元ランディーズ）とは飲み友達[3]。